# 2024 PT5
2024 PT5是一顆被歸類為近地天体的小行星，其直徑大約11（36英尺），由 ATLAS南非薩瑟蘭天文台於2024年8月7日發現，發現時距離地球568,500（353,200英里）。

## 軌道
2024 PT5是一顆繞太陽運行的近地小行星，並緩慢地靠近地月系統。2024 PT5在2024年9月29日至11月25日間成為地球的臨時衛星，為期1个月27天，該小行星以較低的相對速度（0.002每秒（4.5英里每小時） – 0.439每秒 [980英里每小時]），從地球希爾球半徑外掠過（大約0.01 AU [1.5 × 106 km；0.93 × 106 mi]），並且將暫時被地球引力捕獲成為臨時衛星，其地心軌道偏心率小於1，且地心軌道能量為負。2024 PT5距離地球最近的時間在2024年8月8日，此時距離地球約567,000（352,000英里），相對速度為1.37每秒（3,100英里每小時）
2024年8月18日，近地天體研究中心確定2024 PT5不構成潛在威脅天體風險，於是將其從哨兵風險表中移除。
| 曆元           | 近地距離                   | 地心軌道離心率 | 遠地點                   | 轨道周期                |
| -------------- | -------------------------- | -------------- | ------------------------ | ----------------------- |
| 2024年9月29日  | 0.0230 AU（3.44 × 106 km） | 1.016          | {\displaystyle \infty }  | {\displaystyle \infty } |
| 2024年9月30日  | 0.0232 AU（3.47 × 106 km） | 0.997          | 2.9 AU（430 × 106 km）   | 99.84年（36,468日）     |
| 2024年10月24日 | 0.0268 AU（4.01 × 106 km） | 0.614          | 0.028 AU（4.2 × 106 km） | 1.35年（493日）         |
| 2024年11月25日 | 0.0238 AU（3.56 × 106 km） | 0.983          | 0.72 AU（108 × 106 km）  | 127.24年（46,473日）    |
| 2024年11月26日 | 0.0236 AU（3.53 × 106 km） | 1.009          | {\displaystyle \infty }  | {\displaystyle \infty } |